# Марганце (община Враня)
 Тази статия е за селото в община Враня.  За селото в община Търговище вижте Марганце (община Търговище).  
Марганце или Марганци (на сръбски: Марганце или Margance) е село в Югоизточна Сърбия, Пчински окръг, Град Враня, община Враня.

## География
Селото се намира в планински район. По своя план е пръснат тип селище. Отстои на 36 км югоизточно от общинския и окръжен център Враня, на 1,9 км южно от село Чурковица, на 2,6 км западно от село Долно Пуношевце, на изток от село Лепчинце и непосредствено на север от търговишкото село Марганце.

## История
Първоначално Марганце е купно село разположено в местността Старо селище, в землището на днешното търговишкото село Марганце. По-късно част от жителите му са заселват в имотите си извън селото и постепенно се оформят отделни махали. През 1878 г. селото е разделено между Сърбия и Османската империя, като двете му части се обособяват като самостоятелни селища.
Към 1903 г. селото се състои от три махали – Балиничка, Преслоп и Ръжишка и има 14 къщи.
По време на Първата световна война селото е във военновременните граници на Царство България, като административно е част от Вранска околия на Врански окръг.

## Население
Според преброяването на населението от 2011 г. селото има 8 жители.

### Етнически състав
Данните за етническия състав на населението са от преброяването през 2002 г.
- сърби – 20 жители (100%)